# Juan María Roma
Juan María Roma y Comamala (San Hipólito de Voltregá, 1870 - Barcelona, 1946) fue un periodista, publicista, escritor y político español carlista.

## Biografía
Hijo de un médico implicado en la causa legitimista española, Juan María Roma estudió Gramática y Retórica en el Seminario de Vich. Posteriormente se dedicó al periodismo y trabajó en Barcelona para los periódicos carlistas Lo Crit de la Patria (1883-1888) y La Carcajada (1891-1892), que dirigía Francisco de Paula Oller. Pronto destacó como polemista y propagandista de la causa carlista.
En 1896 era redactor de El Nuevo Cruzado y La Cruzada, publicaciones de la Juventud Carlista de Barcelona, y entre 1897 y 1900 dirigió el semanario Lo Mestre Titas. Posteriormente sería director de las revistas tradicionalistas La Bandera Regional (1907-1912), El Mestre Titas (1910), Vade-mecum del Jaimista (1911-1914) y Tradiciones Patrias (1913). Como director de estas publicaciones, editó una serie de biografías de carlistas destacados, que publicó en varios volúmenes con la colaboración de Reynaldo Brea.
Estuvo implicado del lado de Salvador Soliva en la sublevación carlista de octubre de 1900. Tras ser declarados traidores al carlismo los que habían participado en la misma, en 1901 Roma viajaría a Venecia para reivindicar ante Don Carlos su lealtad y la del coronel Soliva, quien falleció poco después y al que años después defendería de las imputaciones que se le hicieron de haber ordenado el alzamiento sin tener facultad militar para ello.

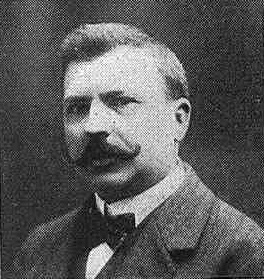
Juan María Roma (1911)

En 1907 fundó una organización juvenil tradicionalista con el nombre de Requeté, que se transformaría después en la organización paramilitar del movimiento. Roma fue nombrado secretario de la Junta Regional Tradicionalista en 1913 y salió elegido diputado provincial de Barcelona por el distrito de Manresa-Berga en una candidatura denominada «de derechas» con la Liga Regionalista.
Gran partidario del regionalismo, se destacó por su apoyo a la Mancomunidad de Cataluña, de cuyo Consejo Permanente formó parte en 1914. En 1917 rompió con la línea de la dirección regional tradicionalista y se volvió a presentar junto a la Lliga. Por este motivo fue expulsado del partido, pero volvió a ser elegido diputado provincial. En mayo fue nombrado para formar parte de la Comisión Permanente de Actos y vocal del Consejo de Pedagogía.

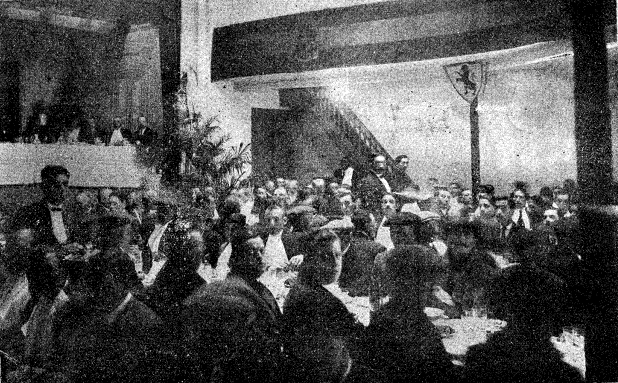
Homenaje a Juan M. Roma en Manresa (1917).

Al producirse la escisión de Vázquez de Mella en 1919, se puso de lado de Don Jaime y participó en la Junta magna tradicionalista de Biarritz que reorganizó el jaimismo. En agosto del mismo año había sido elegido para formar parte de la Comisión Provincial, dentro de la cual se encargó de las secciones de «Negociados, Montes, Minas, Aguas, Ferrocarriles, Carreteras Proviciales, Caminos vecinales y Personal Mecánico del servicio facultativo». En las elecciones a diputados provinciales del 12 de junio de 1921 se presentó por la candidatura españolista de la Unión Monárquica Nacional encabezada por el conde Santa María de Pomés, y salió nuevamente elegido.
Formó parte del Consejo Regional jaimista de Cataluña, sustituyendo interinamente a Miguel Junyent como jefe regional durante un periodo en que este estuvo enfermo.
Fue colaborador de El Correo Catalán, Diario de Valencia y de prácticamente toda la prensa tradicionalista. En 1919 fue nombrado jefe de administración en Barcelona de la agencia del diario jaimista madrileño El Correo Español por su director, Melchor Ferrer, y ese mismo año dirigió el semanario jaimista ilustrado El Centinela Catalán. Por sus servicios a la causa carlista, obtuvo la Cruz de la Legitimidad Proscrita.

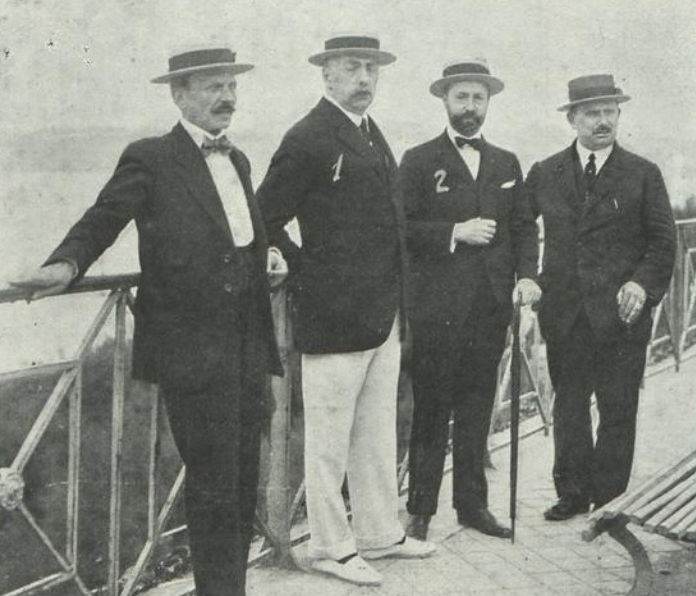
Juan María Roma con Don Jaime, Luis Hernando de Larramendi y Julio Urquijo en Biarritz (1919)

Instaurada la Segunda República, en 1932 fue nombrado miembro de la Junta Suprema de la Comunión Tradicionalista, cargo que mantendría durante pocos meses.
Después de la Guerra Civil Española se integró en el partido único del régimen y recibió la medalla de la Vieja Guardia en 1943 junto con otros carlistas catalanes como Pedro Roma y Luis Argemí. En 1944 Juan M.ª Roma recibió del pretendiente Carlos VIII el título de conde de Villa-Roma, creado expresamente para él por el líder del carloctavismo. También fue condecorado con la Cruz del Mérito Militar.

## Familia
Se casó con Joaquina Sardá Pi, con quien tuvo dos hijos: Augusto y María Luisa. Fue abuelo de Montserrat Roma Pitarque (hija de August Roma Sardá y Antonia Pitarque Sulé), quien en el año 2015 recibió la Medalla de Honor de Barcelona de manos de la alcaldesa Ada Colau, por su dedicación a los demás y su amplia labor de voluntariado.
María Luisa Roma Sardá se casó con el farmacéutico Julio Ainaud Soler, que fue el segundo conde de Villa-Roma. Fue también abuelo de Nuria Ainaud Roma, casada con el médico Jorge Cuxart Bartolí, y bisabuelo de la enfermera Núria Cuxart Ainaud y de Montserrat Cuxart Ainaud, profesora en la Escuela de Música Ireneu Segarra de Palma de Mallorca.

## Obras
- Homenaje a los héroes de la Independencia (1908)
- Esbozo del Programa Tradicionalista (1908)
- ¿Por qué nos llamamos legitimistas? (1909)
- Las cortes de Cádiz: su origen, su constitución, sus hechos y sus consecuencias (1910)
- Dios Patria Rey. Recuerdo del Aplech de Vinyoles. Álbum de homenaje a Don Jerónimo Galcerán (1912)
- Los crímenes del liberalismo (1913)
- De palpitante actualidad. El Ejército español y los partidos políticos (1920)
- Catecismo Tradicionalista. Manual de las juventudes carlistas españolas (1935)
- Centenario del Tradicionalismo Español. Álbum histórico del carlismo: 1833-1933-35 (1935)